# 黒木よしひろの302号室
黒木よしひろの302号室（くろきよしひろの302ごうしつ）は、2007年4月5日から2011年3月31日までエフエム熊本（FMK）で木曜の20:00 - 20:55に放送されていたローカル番組である。

## 概要
- 2007年3月迄放送されていた昼ワイド「お昼もGAMADAS」で、パーソナリティがリスナーからのメッセージの返答に困った際に「302号室で待ってます」や「302号室に来て下さい」と逃げ込んでいた熊本市某所にある謎の部屋番号が番組となる。パーソナリティ、スタッフ、出演者数人が各自部屋を持っていた。

## 番組の特徴
- 「今日の黒スポ」→「フリートーク、呼び込み等」→「妄想・○○を見た！」→「こんなん生まれました！」→「ジダンの頭突き」→「エンディング」→「今夜の運勢」が通常の流れであった。

(ゲストの有無によってやや変則的であった。)

## コーナー
- 「ジダンの頭突き」
  - 「こんな○○は反則だ!」と毎週お題が変わるネタコーナー。
  - 評価はイエローカードとレッドカードがあり、レッドカードを獲得した面白ネタの中から住人が厳選し、景品が送られた。

　　　 (2007年4月〜)←（レッドカードプレゼントは2007年4月下旬から）
- 「妄想・○○を見た！」
  - 「有名人をこんなところで見た」という妄想を投稿してもらうコーナー。
  - 男気Tシャツの在庫が終了と同時にコーナーも終了かのように思えたが、リスナーの要望により継続中。(2008年7月〜)

- 「こんなん生まれました！」
  - 「○○と××が結婚して△△が生まれました」というネタのコーナー

## 過去のコーナー
トイレの嘆き
- 流してしまいたい事や忘れてしまいたい事などを投稿するコーナー。しかし次第にメールが来なくなり終了。(2007年4月〜不明)

ベランダの叫び
- 声を大にして伝えたい事や叫びたい事、告白、謝りたい事、文句などを投稿するコーナー。こちらも次第にメールが来なくなりフェードアウト。(2007年4月〜不明)

突撃!隣の男気さん!!
- 男気Tシャツプレゼントにともなって設立された。身近にいる男気あふれる人の様子を投稿してもらうコーナー。しかし男気Tシャツの在庫が切れた翌週に終了。(2008年7月〜10月)

木曜なのにFRIDAY
- 面白い看板や画像等を投稿するコーナー。(2007年5月〜2009年9月頃から投稿がまばらになっている為、不定期であった)

今日の運勢
- エンディング1分で送る無責任な占い結果のコーナー

## リスナープレゼント
- 男気Tシャツ
  - 毎年夏頃に番組スポンサーのリニューアルカー専門店30BOO(サンマルブー)とコラボレーションして作成されるTシャツ。背中の「男気」という文字は黒木よしひろとmasayanが考えたものをプリントしていた。
  - 2008年には男気Tシャツプレゼントにともない新コーナーが設立された。
  - 2007年モデル 布地：黒　文字色：白　字体：黒木よしひろの文字を採用。
  - 2008年モデル 布地：赤　文字色：白　字体：「男気」黒木よしひろと「2008」masayanの文字を採用。
  - 2009年モデル 布地：黒　文字色：銀　字体：黒木よしひろの文字を採用。

- 302号室特製缶バッジ
  - 2008年1月に製作個数が少ないながらもプレゼントをしていたが、追加で生産されることもなくプレゼントは終了した。
  - 2008年12月の第2〜4週に発表される3つのキーワードを書いて送ると抽選で3名に「お歳暮」としてプレゼントされた。

- リスナーからの頂き物
  - 通称「横流し」。リスナーからの差し入れをそのまま別のリスナーにプレゼントすることが多かった。
  - 最近は「リスナープレゼントにお使いください」という趣旨で品物を送ってくるリスナーも少なくは無かった。

- 番組特製年賀状
  - 2008年12月11日〜18日の間に番組宛にメールを送ったリスナーを対象に抽選で50名にプレゼントされた。

## 出来事

### 2007年
- 7月26日・・・masayanがロックフェスに行くためお休み。スタジオに岩清水愛、中村真弓、マッキーが乱入。
- 9月13日・・・ゲスト：ranai
- 9月27日・・・黒木が骨折で入院のため「masayanの303号室」としてmasayanメインで、野田亜紅と一緒に番組が進められた。黒木はオープニングとエンディングに病室から電話出演。
- 10月4日・・・黒木退院。この週も野田亜紅がスタジオに現れた。香川県のリスナー「みのごんた」も出演。
- 11月22日・・・ゲスト：ハヤブサ(プロレスラー)
- 12月13日・・・謎の美女として大森美知が出演。

### 2008年
- 1月10日・・・ゲスト：ネスミス（現EXILE）
- 2月21日・・・ジダンの頭突き「こんな宇宙人は反則だ！」で黒木が涙を流すほど笑い転げる。(のちに2009年元旦放送の名場面リクエストで、この模様がリクエストされた。)この日から、「東横インホテル熊本駅前 宿泊券」のプレゼント開始。スタジオの外にY字バランスをする謎の美女が登場。
- 4月3日・・・オープニングでmasayanとミッチー（大森美知）が電話でお花見レポート。スタジオではADキリンが初喋り。
- 5月1日・・・Podcast消失。
- 7月24日・・・masayan、2回目のフェス欠席。ゲスト：ばってん城次。
- 8月21日・・・「超豪華缶詰」をプレゼントするために「オリンピックウソ速報」というテーマでメールを募集した。
- 11月20日・・・ゲスト：ミスター雁之助(プロレスラー)

### 2009年
- 1月1日・・・名場面リクエストSP。大森美知が番組アシスタントを卒業。
- 2月27日・・・放送100回記念SP。初のストリーミング放送(途中でトラブル発生し、中断)。大森美知が登場。
- 3月5日・・・髙﨑裕士(津軽三味線奏者)
- 3月26日・・・4月から上京する浪人生リスナー「ナンセンス」が出演。
- 4月2日・・・4月から上京する大森美知が出演。
- 5月7日・・・香川県のリスナー「みのごんた」と奥さんの「みのごんこ」が出演。
- 5月21日・・・内田勘太郎（元憂歌団）
- 6月4日・・・放送100回から細々と実施していたストリーミング放送終了。

### 2011年
- 3月31日・・・放送終了。

## ストリーミング放送
- 不定期に番組開始〜終了＋αの時間で部屋（スタジオ）の中の様子を配信していた。

## ポッドキャスト
- 毎週放送後にアップされるが、放送前に録音する場合もあった。
- ラジオの本編ではなく、ちゃんとポッドキャスト用に別録りしている番組はFM熊本のポッドキャストの中でも唯一この番組だけであった。

番組開始当初は、本放送の反省会を兼ねていた。
- 容量の都合上、25回目までのポッドキャストのデータは消去され、現在はダウンロードできない。
- 2008年5月1日配信分のポッドキャストでは、作業中にパソコンの電源が切れ、データが消える事件があった。

よってこの回のポッドキャストではADキリン♂とディレクターの謝罪のみという内容になっている。
その翌週に、パーソナリティが前回分として作成していた。

## 番組ブログ
- ポッドキャストのお知らせや次回の「ジダンの頭突き」のお題、その日の感想などが放送終了後にADキリン♂や出演者によりアップされる。
- 当初はmasayanも放送終了後に毎週ブログをアップしていたのだが、2007年11月より不定期になっていた。
- 2007年10月より、ブログに絵文字が使われるようになった。

## 宇土パスカワールド presents 302 League 2007
宇土パスカワールドで行われた302号室の住人によるボウリング大会の様子が、2007年10月〜2008年3月の第3土曜日18:30〜18:35に放送された。
岩清水愛、かなぶんや、えみりぃ〜、masayan、渡辺ひとみ、黒木よしひろの6人によるトーナメント方式で行われ、優勝したのは黒木よしひろ。

## 住人
- 最上階：中村真弓
- 502号室：ranaiの二人 今井千尋（イマイチヒロ）&伊藤大介（イトウダイスケ）
- 301号室：ADキリン♂([2007年10月〜])(←ADともえ[〜2007年9月])
- 302号室：黒木よしひろ
- 303号室：Masayan
- 304号室：マッキー
- 305号室：岩清水愛
- 307号室：空室(大森美知[2007年12月〜2008年12月])
- 308号室：嶋本えみ
- 310号室：渡辺ひとみ
- 202号室：現在は取り壊し。(AD abby[〜2007年9月])
- 101号室：是又金造（大家）
- B101号室：野田亜紅